# Norwegian Air Argentina
Norwegian Air Argentina foi uma aviação baixo custo da Argentina criado pela Norwegian Air Shuttle. Criada em janeiro de 2017, operava aeronaves Boeing 737-800 com serviço regular na Argentina. Todas as aeronaves eram registradas na Argentina.
Foi vendida a JetSmart no final de 2019
Inicialmente, a empresa ofertou vôos regulares entre as cidades argentinas de Buenos Aires, Córdoba e Mendoza, expandido os destinos com o tempo. 

## Frota
Em 27 de novembro de 2018, a frota da NAA tinha 4 aviões:
| Aeronave           | Total | Pedidos | Passageiros | Passageiros                     | Passageiros                     | Passageiros                     |
| Aeronave           | Total | Pedidos | J           | Y+                              | Y                               | Total                           |
| ------------------ | ----- | ------- | ----------- | ------------------------------- | ------------------------------- | ------------------------------- |
| Boeing 737-800     | 4     | 6       | 189         |                                 |                                 |                                 |
| Total de aeronaves | 4     |         |             | Atualizado: 27 de novembro 2018 | Atualizado: 27 de novembro 2018 | Atualizado: 27 de novembro 2018 |

## Ligações Externas
- Pagina oficial da Norwegian Air Argentina